# 1947年のスポーツ

## できごと
- 1月22日 - 接収中の阪神甲子園球場に使用許可
- 3月30日 - 全国選抜中等学校野球大会復活
- 4月2日 - 大日本体育会、アマチュア規定施行
- 5月21日 - 文部省、1932年当時の野球統制令を廃止
- 6月29日 - 大相撲の前田山英五郎、横綱免許
- 8月3日 - 第18回都市対抗野球大会開会式に昭和天皇、香淳皇后、三笠宮崇仁親王が行幸啓
- 8月9日 - 古橋広之進、400m自由形で4分38秒の世界新記録
- 10月27日～29日 - 第1回全国レクリエーション大会開催、日本レクリエーション協議会（後の日本レクリエーション協会）発足
- 11月22日 - 東京ラグビー場（後の秩父宮ラグビー場）完成

## 総合競技大会
- 国際学生冬季競技大会（スイス・ダボス・1月19日～26日）

- 第1回近畿国体（冬季スケート - 青森県・1月25日～26日、冬季スキー - 長野県・中止） - 第1回のみ冬季競技は秋季大会の後に行われたが、以後先に行われるようになったので、第2回に冬季競技は無い
- 第2回石川国体（夏季水泳 - 石川県・8月22日～24日、夏季漕艇 - 滋賀県・8月30日～31日、秋季 - 石川県・10月30日～11月3日）

## アイスホッケー
- スタンレーカップ決勝（1946-1947シーズン）
トロント・メープルリーフス （4勝2敗） モントリオール・カナディアンズ

## アメリカンフットボール
- NFLチャンピオンシップゲーム
シカゴ・カージナルス（東地区） 28-21 フィラデルフィア・イーグルス（西地区）

## 大相撲
できごと
- 夏場所から、優勝決定戦制度が導入された。
- 秋場所番付は東西制のもとで編成されたが、この場所から、系統別総当たり制が実施された。
- 秋場所から、三賞制度が開始された。

- 夏場所（東京明治神宮外苑・6月1日～13日）
幕内最高優勝 : 羽黒山政司（9勝1敗,5回目）
優勝旗手　:　力道山光浩（9勝1敗）
十両優勝 : 出羽錦忠雄（9勝1敗）
- 秋場所（東京明治神宮外苑・11月3日～14日）
幕内最高優勝 : 羽黒山政司(10勝1敗,6回目）
殊勲賞　:　出羽錦忠雄
敢闘賞　:　輝昇勝彦
技能賞　:　増位山大志郎
十両優勝 : 國登國生（10勝1敗）

## ゴルフ

### 世界4大大会（男子）
- マスターズ優勝者：ジミー・デマレー（アメリカ）
- 全米オープン優勝者：ルー・ワーシャム（アメリカ）
- 全英オープン優勝者：フレッド・デーリー（イギリス・北アイルランド）
- 全米プロゴルフ優勝者：ジム・フェリアー（アメリカ）

## 自転車競技

### ロードレース
- 第30回ジロ・デ・イタリア
総合優勝：ファウスト・コッピ（イタリア）
- 第34回ツール・ド・フランス
総合優勝：ジャン・ロビック（フランス）

## テニス

### グランドスラム
- 全豪選手権　男子単優勝：ディニー・ペイルズ（オーストラリア）、女子単優勝：ナンシー・ウィン・ボルトン（オーストラリア）
- 全仏選手権　男子単優勝：ヨージェフ・アシュボード（ハンガリー）、女子単優勝：パトリシア・カニング・トッド（アメリカ）
- ウィンブルドン　男子単優勝：ジャック・クレーマー（アメリカ）、女子単優勝：マーガレット・オズボーン（アメリカ）
- 全米選手権　男子単優勝：ジャック・クレーマー（アメリカ）、女子単優勝：ルイーズ・ブラフ（アメリカ）

## バスケットボール
- NBAファイナル（1946-1947シーズン）
フィラデルフィア・ウォリアーズ （4勝1敗） シカゴ・スタッグス

## 野球

### 日本

#### プロ野球
- 優勝:大阪タイガース　79勝37敗
  - 個人タイトル
    - 最優秀選手　　若林忠志（大阪タイガース）
    - 首位打者　　　大下弘（東急フライヤーズ）　．315
    - 本塁打王　　　大下弘（東急）　17本
    - 打点王　　　　藤村富美男（大阪タイガース）　71点
    - 最多安打　　　川上哲治（読売ジャイアンツ）　137本
    - 　　　　　　　　　　大下弘（東急）
    - 盗塁王　　　　河西俊雄（南海ホークス）　53個
    - 最優秀防御率　白木義一郎（東急フライヤーズ）　1.74
    - 最多勝利　　　別所昭（南海ホークス）　30勝
    - 最多奪三振　　別所昭（南海ホークス）　191個
    - 最高勝率　　　御園生崇男（大阪タイガース）　．750

#### 東京六大学野球
- 春 - 後楽園・東大・和泉の各球場を使用。
  - 慶大が8勝2敗で優勝。
- 秋 - 神宮・後楽園・戸塚・東大の各球場を使用。
  - 慶大が9勝1敗で連続優勝。

#### 中等野球
- 第19回全国選抜中等学校野球大会決勝（阪神甲子園球場・4月7日）
徳島商業（徳島県） 3-1 小倉中学（福岡県）
- 第29回全国中等学校優勝野球大会決勝（阪神甲子園球場・8月19日）
小倉中学（福岡県） 6-3 岐阜商業（岐阜県）

### アメリカ大リーグ
- ワールドシリーズ
ニューヨーク・ヤンキース（ア・リーグ） （4勝3敗） ブルックリン・ドジャース（ナ・リーグ）

## 誕生
- 1月2日 - アレクサンドル・チホノフ（ソビエト連邦、バイアスロン）
- 1月15日 - トニー・ソレイタ（サモア、野球、+1990年）
- 1月18日 - 衣笠祥雄（京都府、野球、+2018年）
- 1月22日 - 星野仙一（岡山県、野球、+2018年）
- 1月24日 - 尾崎将司（徳島県、ゴルフ）
- 1月25日 - トスタン（ブラジル、サッカー）
- 1月31日 - ノーラン・ライアン（アメリカ、野球）
- 3月6日 - ディック・フォスベリー（アメリカ、陸上競技）
- 4月16日 - カリーム・アブドゥル＝ジャバー（アメリカ、バスケットボール）
- 4月17日 - 若松勉（北海道、野球）
- 4月24日 - 山中正竹（大分県、野球）
- 4月25日 - ヨハン・クライフ（オランダ、サッカー）
- 5月9日 - 小林宏（長野県、カーリング、+2016年）
- 6月27日 - ハンス・オフト（オランダ、サッカー）
- 7月9日 - O・J・シンプソン（アメリカ、アメリカンフットボール）
- 7月22日 - 江本孟紀（高知県、野球）
- 7月26日 - 松岡弘（岡山県、野球）
- 8月7日 - ケリー・レイド（オーストラリア、テニス）
- 8月9日 - 森田淳悟（北海道、バレーボール）
- 8月17日 - ネルソン吉村（ブラジル→日本、サッカー、+2003年）
- 8月31日 - アニマル浜口（島根県、プロレス）
- 9月10日 - 石床幹雄（香川県、野球、+2004年）
- 9月19日 - 平松政次（岡山県、野球）
- 9月22日 - 谷沢健一（千葉県、野球）
- 9月28日 - 鈴木啓示（兵庫県、野球）
- 10月19日 - 藤田平（和歌山県、野球）
- 10月31日 - フランク・ショーター（ドイツ→アメリカ、陸上競技）
- 11月7日 - 福本豊（大阪府、野球）
- 12月7日 - ジョニー・ベンチ（アメリカ、野球）
- 12月8日 - 別所キミヱ（広島県、パラ卓球）
- 12月20日 - 大矢明彦（東京都、野球）
- 12月22日 - 塚原光男（東京都、体操）
- 12月26日 - カールトン・フィスク（アメリカ、野球）

## 死去
- 1月20日 - ジョシュ・ギブソン（アメリカ、野球、*1911年）
- 1月31日 - 許承基（中国、テニス、*1912年）